# NPO Radio 2 TopSong
De NPO Radio 2 TopSong (ook wel afgekort naar TopSong en voorheen Radio 2 Top Song en afgekort als Top Song) is een titel die sinds vrijdag 16 mei 2014 bij de Nederlandse publieke radiozender NPO Radio 2 aan singles wordt gegeven die volgens de dj's en muzieksamenstellers potentie hebben om een hit te worden. Er wordt wekelijks op vrijdag een TopSong gekozen en deze single  is in die week vaker dan andere singles/platen op de zender te beluisteren.

## Geschiedenis
Voordat de TopSong bij NPO Radio 2 werd ingesteld, was er tussen 19 mei 2008 en 16 mei 2014 géén titel voor een single wat vaker op de zender gedraaid werd. Voor die periode was er vanaf maandag 5 oktober 1992 tot het opheffen in mei 2008 de TROS Paradeplaat als tipplaat op Radio 2, welke daarvoor vanaf 5 december 1985 tot 1 oktober 1992 op de befaamde  TROS donderdag op Radio 3 werd verkozen en gedraaid en daarvoor vanaf Hemelvaartsdag 27 mei 1976 t/m donderdag 28 november 1985 op Hilversum 3. 
Op vrijdag 16 mei 2014 werd in het programma Helemaal Haandrikman door Bert Haandrikman om 18:15 uur de eerste Top Song bekendgemaakt; Love Never Felt So Good van Michael Jackson en Justin Timberlake. Anno 2025 zijn er meer dan 500 NPO Radio 2 TopSongs bekend. Hoewel de bekendmaking voorheen op donderdag was, wordt dit sinds 6 januari 2017 op de vrijdagochtend gedaan rond 10:45 uur in het programma Aan De Slag! van Bart Arens.

## Keuze
Tijdens het wekelijkse overleg van de NPO Radio 2 dj's, wordt de single gekozen welke die week de titel mag dragen. Het zou een single/plaat moeten zijn die volgens de dj's door de luisteraars vaker gehoord moet worden. Tijdens de De Grote Bonanza, een eenmalige actie in week 17 van 2020 op NPO Radio 2, waarin de luisteraars van de publieke radiozender bepalen welke platen worden gedraaid, werd de NPO Radio 2 TopSong niet bepaald door de dj's, maar konden er door luisteraars suggesties worden gedaan voor de TopSong.
2014 ·
2015 ·
2016 ·
2017 ·
2018 ·
2019 ·
2020 ·
2021 ·
2022 ·
2023 ·
2024 ·
2025